# Mohammed Ali
Ej att förväxla med boxaren, Muhammad Ali.
Mohammed Ali är en svensk hiphop-duo med rötter i Flemingsberg söder om Stockholm. Duon, som består av Moms (Mohammed Anwar Ryback), född 28 augusti 1984, och Alias Ruggig (Rawa Farok Mohamed Ali), född 14 juni 1985, tillhör hiphopkollektivet Ayla.
2009 släppte de sin sedermera Manifest-prisade debut, mixtapet Processen, gratis via Whoa.nu och 2011 släppte de sin första riktiga skiva, Vi, som fick ett bra mottagande av recensenterna.
På Kingsizegalan 2015 fick de pris för Årets EP (50 länder).

## Diskografi
- 2009 – Processen
- 2011 – Vi
- 2016 – Tills nästa gång
- 2014 – 50 länder EP